# Revelations (Audioslave)
Revelations is het derde en tevens laatste album van de Amerikaanse hardrockgroep Audioslave.
Het album werd samengesteld door Brendan O'Brian en in Amerika uitgebracht op 5 september 2006. Een week daarna volgde Nederland. Het album kwam vanaf het begin al in de Top 30.
Het nummer Wide Awake handelt over de orkaan Katrina.

## Nummers
1. "Revelations" - 4:12
2. "One and the Same" - 3:38
3. "Sound of a Gun" - 4:20
4. "Until We Fall" - 3:50
5. "Original Fire" - 3:38
6. "Broken City" - 3:48
7. "Somedays" - 3:33
8. "Shape of Things to Come" - 4:34
9. "Jewel of the Summertime" - 3:53
10. "Wide Awake" - 4:26
11. "Nothing Left to Say But Goodbye" - 3:32
12. "Moth" - 4:57

De eerste single die uitkwam van dit album was Original Fire.